# 돈 깁슨
돈 깁슨(Don Gibson, 본명은 도널드 유진 깁슨(Donald Eugene Gibson), 1928년 4월 3일 ~ 2003년 11월 17일)은 미국의 컨트리 음악 싱어송라이터, 기타 연주자, 밴드 리더, 영화배우이다.

## 생애
미국 노스캐롤라이나주 셸비에서 출생하여 지난날 한때 미국 노스 캐롤라이나 주 롤리에서 잠시 유아기를 보낸 적이 있으며 미국 노스 캐롤라이나 주 클리블랜드 카운티에서 성장하였다. 학력은 고등학교 중퇴이다.
1948년 가수로 첫 데뷔하였고 1951년 미국 영화 《Saturday's hero》의 조연으로 영화배우 데뷔하였다.
2003년 11월 17일, 향년 75세로 자연사하였다.

## 유명세
그는 보통적으로 대한민국 국내에서는 《Oh lonesome me》와 《Sea of heartbreak》라는 노래 작품의 각각 오리지널 원곡 가수로 널리 잘 알려져 있다.
또한 그는 미국 컨트리 음악 가수 키티 웰스(Kitty Wells)와 솔 음악 가수 레이 찰스(Ray Charles)에게 《I can't stop loving you》라는 명히트곡을 써 주었으며 자신도 직접 리메이크한 가수이기도 하다.